# Amposta
Amposta é um município da Espanha na comarca de Montsià, província de Tarragona, comunidade autónoma da Catalunha. Tem 136,2 km² de área e em 2021 tinha 21 317 habitantes (densidade: 156,5 hab./km²).

## Demografia
| Variação demográfica do município entre 1991 e 2004[carece de fontes?] | Variação demográfica do município entre 1991 e 2004[carece de fontes?] | Variação demográfica do município entre 1991 e 2004[carece de fontes?] | Variação demográfica do município entre 1991 e 2004[carece de fontes?] |
| ---------------------------------------------------------------------- | ---------------------------------------------------------------------- | ---------------------------------------------------------------------- | ---------------------------------------------------------------------- |
| 1991                                                                   | 1996                                                                   | 2001                                                                   | 2004                                                                   |
| 15321                                                                  | 15900                                                                  | 16865                                                                  | 18238                                                                  |